# سیلویا سینت
سیلویا سینت (به انگلیسی: Silvia Saint) یکی از هنرپیشگان پیشین فیلم‌های پورنوی آمریکایی است. او در سال ۱۹۷۶ میلادی در چکسلواکی به دنیا آمد و اکنون در آمریکا زندگی می‌کند.
سینت در سال ۱۹۹۶ به عنوان «سوگولی سال» مجله پنت‌هاوس انتخاب شد. او بین سال‌های ۱۹۹۷ تا ۲۰۰۲ در بیش از ۳۰۰ فیلم پورنو به هنرنمایی پرداخته‌است.
وی برای دو سال در شهر برنو در رشته مدیریت به تحصیل پرداخت و به عنوان مدیر یک هتل بزرگ، حسابدار و بازاریاب چندین شرکت در شهر ژلین در چک به فعالیت پرداخت. او به این نتیجه رسید که کارش از نظر مالی برایش رضایت بخش نیست، بنابراین وارد دنیای مدل شد و در آغاز با لباس زیر زنانه و سپس برهنه در مجلات ظاهر شد و پس از آن وارد فیلم‌های پورنو شد. او پس از ورود به صنعت پورنوگرافی آمریکا، در ۱ اکتبر ۱۹۹۸ به عنوان «سوگولی ماه» مجله آمریکایی پنت هوس انتخاب شد.
فیلم‌های اخیر سیلویا سینت در اروپا و اکثراً توسط گروه رسانه‌ای خصوصی تولید شده‌است. بعدها وی به ایالات متحده نقل مکان کرد و به مدت ۳ سال در صنعت پورنو به فعالیت پرداخت.
گروه رسانه‌ای پرایوت یک فیلم پورن با نام آزمایش اورانوس: قسمت دو را در شرایط گرانش صفر ساخت. برای ساخت این فیلم از مانور سهمی شکل هواپیما استفاده شد، به این صورت که هواپیما به ارتفاع ۳۳۵۰ متری زمین صعود کرد و سپس به سمت به صورت سهمی شکل به سمت زمین فرود آمد. سیلویا سینت و نیک لنگ در این فیلم بازی کرده‌اند.